# Discografia Ștefaniei Rareș
Cântăreața Ștefania Rareș (n. 1943) a lansat 11 discuri la Electrecord.

## Electrecord[1]și alte case de discuri
| An   | Număr catalog                                                 | Format                     | Piese | Acompaniament | Casa de discuri      | Note |
| ---- | ------------------------------------------------------------- | -------------------------- | --- | --- | -------------------- | --- |
| 1962 | EPA 3210                                                      | ebonită, 25 cm, 78 RPM     | 1 Văleu, bade 2 Sunt din locuri moldovene | Orchestra Nicu Stănescu | Electrecord          | |
| 1962 | EPC 327Joacă-mă bădiță bine                                   | vinil, 17 cm, 33 ⅓ RPM     | 1 Joacă-mă bădiță bine 2 Văleu, bade 3 Sunt din locuri moldovene 4 Bine-mi șade țărăncuță | Orchestra Nicu Stănescu | Electrecord          | |
| 1963 | EPA 3328                                                      | ebonită, 25 cm, 78 RPM     | 1 Cântec de nuntă 2 Așa-s fetele-n Moldova | Orchestra Florian Economu | Electrecord          | |
| 1964 | EPC 492Mândră-i fata moldoveancă                              | vinil, 17 cm, 33 ⅓ RPM     | 1 Mândră-i fata moldoveancă 2 Badea care mi-i drăguț 3 Cântec de nuntă 4 Așa-s fetele-n Moldova | Orchestra Florian Economu | Electrecord          | |
| 1965 | EPA 3366                                                      | ebonită, 25 cm, 78 RPM     | 1 De-ai juca bădiță bine 2 Sunt fată din Câmpulung | Orchestra Nicu Stănescu | Electrecord          | |
| 1965 | EPA 3367                                                      | ebonită, 25 cm, 78 RPM     | 1 Tot pe deal, pe delușor 2 Bădișor câmpulungean | Orchestra Nicu Stănescu | Electrecord          | |
| 1965 | EPC 623De-ai juca bădiță bine                                 | vinil, 17 cm, 33 ⅓ RPM     | 1 De-ai juca bădiță bine 2 Sunt fată din Câmpulung 3 Tot pe deal, pe delușor 4 Bădișor câmpulungean | Orchestra Nicu Stănescu | Electrecord          | |
| 1966 | EPC 756Cucule cu pană mândră                                  | vinil, 17 cm, 33 ⅓ RPM     | 1 Cucule cu pană mândră 2 Nu te prinde, bade-n joc 3 Mărita-m-aș toamna asta (Vreau să mă mărit!) 4 La izvoare sub colnic 5 Mi-am cusut ie cu flori | Orchestra Nicu Stănescu | Electrecord          | |
| 1968 | EPC 991Spune, Gheorghe, ce-i cu tine                          | vinil, 17 cm, 33 ⅓ RPM     | 1 Spune, Gheorghe, ce-i cu tine 2 Mamă, șapte fete ai 3 Cât îi Siretul de mare 4 Uite-acolo-i bade-al meu | Orchestra Ionel Budișteanu | Electrecord          | |
| 1968 | EPE 0386 Ansamblul „Perinița”                                 | vinil, LP, 30 cm, 33 ⅓ RPM | 11 Savetuța | Orchestra Ionel Budișteanu | Electrecord          | |
| 1971 | EPC 10.172 Și-am să merg la Câmpulung                         | vinil, 17 cm, 33 ⅓ RPM     | 1 Și-am să merg la Câmpulung 2 Așa-mi vin doruri nebune 3 Mândruliță de la munte 4 Somnu-i, mamă, ochilor 5 La pământ și la podele (I, hai, hai, bade Niculai) | Orchestra Radu Voinescu (dirijor) | Electrecord          | |
| 1972 | STM-EPE 0752 The romanian folk music Ensemble Rapsodia Română | vinil, LP, 30 cm, 33 ⅓ RPM | 10 Joacă bine, bade, hăi! (Catrinuța) | Orchestra Ionel Budișteanu | Electrecord          | |
| 1972 | STM-EPE 0804 Ionel, sprâncene negre                           | vinil, LP, 30 cm, 33 ⅓ RPM | 1 Ionel, sprâncene negre (Trandafir, crenguță verde) 2 Colo jos, lângă brăduț 3 Firicel de iarbă neagră (Trec pe drum, lumea mă-ntreabă) 4 De-ar fi cucul voinicel (Cântă cucul sus pe cracă) 5 Am un mândru ca o floare 6 Grigoraș nu se zărește 7 Trei gutui, trei alămâi 8 Ce mi-i drag, nu mi-i urât 9 Câte păsări sunt venite 10 Crenguță de maghiran (Mă rog lui taica de-un an) 11 De la Dumbrăveni la vale 12 Cât îi Bistrița de mare 13 Bată-l norocul, să-l bată | Orchestra George Sîrbu | Electrecord          | |
| 1984 | ST-EPE 02566 Melodii îndrăgite                                | vinil, LP, 30 cm, 33 ⅓ RPM | 13 Că mă iubești | Orchestra ”Rapsodia Română” Dirijor: Paraschiv Oprea | Electrecord          | Muzica: Paraschiv Oprea Versuri: Nicolae Dumitru |
| 1984 | STC 00275 Melodii îndrăgite                                   | casetă audio               | 13 Că mă iubești | Orchestra ”Rapsodia Română” Dirijor: Paraschiv Oprea | Electrecord          | Muzica: Paraschiv Oprea Versuri: Nicolae Dumitru |
| 1995 | P 3012 Ce mi-i drag, nu mi-i urât                             | casetă audio               | 1 Mână bade boii bine 2 Mărita-m-aș toamna asta (Vreau să mă mărit!) 3 Alunaș cu creanga roată 4 Pe-un brâuț cusut cu flori (I, hai, hai, bade Niculai) 5 Am avut un pui pe lume 6 Crenguță de maghiran (Mă rog lui taica de-un an) 7 Ionel, sprâncene negre (Trandafir, crenguță verde) 8 Mi-am cusut ie cu flori 9 Huțulca 10 Cucule cu pană mândră 11 Mărioară de la munte 12 Măi Ioane, Ionaș (Hop și-așa!) 13 Păhăruț cu floricele 14 Codrule, mândru fecior 15 Colo jos, lângă brăduț 16 Grigoraș nu se zărește 17 Trei gutui, trei alămâi 18 Ce mi-i drag, nu mi-i urât 19 De la Dumbrăveni la vale 20 Cât îi Bistrița de mare | Orchestra George Sîrbu (15-20) Orchestra Nicu Stănescu (2, 10) Orchestra de Muzică Populară Radio (1, 3-9, 11-14) | Poker Sound by Roton | Înregistrări Radio: 1, 3-9, 11-14 Înregistrări Electrecord: 2, 10, 15-20 |
| 2000 | 101 2065 2 Dac-aș mai iubi o dată                             | compact disc               | 1 Hora rădășenilor 2 Ară badea sus pe coastă 3 Hai noroc! (Știu un cântecel) 4 Dacă dai de-o supărare (Vinișor de poamă rară) 5 Hai, bărbate, la prășit! (Geampara) 6 Vai, vai, vai, amar, amar! (Sârba de la Iași) 7 Mamă, șapte fete ai 8 Câte zile-n săptămână 9 Dac-aș mai iubi o dată 10 Hai la joc flăcăi și fete 11 La mulți ani! (Ridicați paharul plin) 2 Zi-i cobzar din strună 13 Vino bade serile 14 Jurăminte, jurăminte | Orchestra Ștefan Bucur | Cat Music            | |
| 2000 | 101 2065 4 Dac-aș mai iubi o dată                             | casetă audio               | 1 Hora rădășenilor 2 Ară badea sus pe coastă 3 Hai noroc! (Știu un cântecel) 4 Dacă dai de-o supărare (Vinișor de poamă rară) 5 Hai, bărbate, la prășit! (Geampara) 6 Vai, vai, vai, amar, amar! (Sârba de la Iași) 7 Mamă, șapte fete ai 8 Câte zile-n săptămână 9 Dac-aș mai iubi o dată 10 Hai la joc flăcăi și fete 11 La mulți ani! (Ridicați paharul plin) 2 Zi-i cobzar din strună 13 Vino bade serile 14 Jurăminte, jurăminte | Orchestra Ștefan Bucur | Cat Music            | |
| 2003 | EDC 515 Dacă-i chef, păi chef să fie!                         | compact disc               | 1 Dacă-i chef, păi chef să fie! 2 Crâșmăriță, crâșmăriță 4 Cât de bun îmi e bărbatul 4 Măi bădiță, măi Gheorghiță 5 Nunta asta-i cu noroc 6 Urc la deal și dealul crește 7 Bădișor câmpulungean 8 Lelea cu catrință 9 Mândră-i iarna-n Bucovina 10 Nu, mamă, nu! 11 Toată lumea are-un dor 12 Hora cea cu strigătură 13 La casa din drumul mare 14 Măicuță, când m-ai făcut 15 Norocel de toți știut 16 Am fost pasăre de munte 17 Așa-s fetele-n Moldova 18 Hai la horă, bade! 19 Măi bărbate, nu mă bate 20 Tinerețe, bob de aur 21 Ca Mitruță, om mai rar 22 Eu sunt mama ochilor 23 La noi nu-i nimenea bătrân | Orchestra Paraschiv Oprea | Electrecord          | |
| 2003 | STC 001492 Dacă-i chef, păi chef să fie!                      | casetă audio               | 1 Dacă-i chef, păi chef să fie! 2 Crâșmăriță, crâșmăriță 4 Cât de bun îmi e bărbatul 4 Măi bădiță, măi Gheorghiță 5 Nunta asta-i cu noroc 6 Urc la deal și dealul crește 7 Ca Mitruță, om mai rar 8 Bădișor câmpulungean 9 Lelea cu catrință 10 Mândră-i iarna-n Bucovina 11 Nu, mamă, nu! 12 Hora cea cu strigătură 13 La casa din drumul mare 14 Măicuță, când m-ai făcut 15 Norocel de toți știut 16 Hai la horă, bade! 17 Tinerețe, bob de aur 18 De necaz mă duc în lume | Orchestra Paraschiv Oprea | Electrecord          | Piesa 18 - needitată pe compact disc |
| 2010 | E 556 Romanțe și cântece de petrecere                         | compact disc               | 1 La noi nu-i nimenea bătrân 2 A mai trecut un an din viața mea 3 Car frumos cu patru boi 4 Mi te-ai lipit de suflet/ Vino iar duminică la horă 5 Tare necăjită ai fost, mamă! 6 De ce nu vii? 7 De când m-a aflat mulțimea 8 Trece-un car cu boi pe drum 9 Primăvara a sosit 10 Cântă-mi, lăutare! 11 Pe lângă boi (Pocnind din bici) 12 Mi-am pus busuioc în păr/ Dragi mi-s cântecele mele | Orchestra Paraschiv Oprea (1) Orchestra de Muzică Populară Radio (2-12) | Eurostar             | Înregistrare Electrecord: 1 Înregistrări Radio: 2-12 |
| 2010 | E 557 De joc și de voie bună                                  | compact dsic               | 1 Nunta asta-i cu noroc 2 Hai, bărbate, la prășit! (Geampara) 3 Lelea cu catrință 4 Crâșmăriță, crâșmăriță 5 Hai la horă, bade! 6 Măi bădiță, măi Gheorghiță 7 Cât de bun îmi e bărbatul 8 La casa din drumul mare 9 Vai, vai, vai, amar, amar! (Sârba de la Iași) 10 Jurăminte, jurăminte 11 Vino bade serile 12 Hora rădășenilor 13 Tinerețe, bob de aur 14 Hai la joc flăcăi și fete 15 Așa-s fetele-n Moldova 16 Nu, mamă, nu! 17 Toată lumea are-un dor 18 Măicuță, când m-ai făcut 19 Ară badea sus pe coastă 20 Dacă-i chef, păi chef să fie! | Orchestra Paraschiv Oprea (1, 3-8, 13, 15-18, 20) Orchestra Ștefan Bucur (2, 9-12, 14, 19) | Eurostar             | |
| 2010 | E 558 Cântece de neuitat                                      | compact dsic               | 1 Joacă bine, bade, hăi! (Catrinuța) 2 Mărioară de la munte 3 Măi Ioane, Ionaș (Hop și-așa!) 4 Ne-am strâns toți în jurul mamei 5 De-ai juca bădiță bine 6 La pământ și la podele (I, hai, hai, bade Niculai) 7 Ionel, sprâncene negre (Trandafir, crenguță verde) 8 Colo jos, lângă brăduț 9 Huțulca 10 Mână bade boii bine 11 Hai veniți cu toți la nuntă! 12 Somnu-i, mamă, ochilor 13 Alunaș cu creanga roată 14 Am avut un pui pe lume 15 Cât îi Bistrița de mare 16 Grigoraș nu se zărește 17 Spune, Gheorghe, ce-i cu tine 18 Codrule, mândru fecior 19 Trei gutui, trei alămâi 20 Bată-l norocul, să-l bată 21 Mi-am cusut ie cu flori 22 Crenguță de maghiran (Mă rog lui taica de-un an) | Orchestra Ionel Budișteanu (1,17) Orchestra de Muzică Populară Radio (2-4, 9-11, 13, 14, 18) Orchestra Nicu Stănescu (5, 21) Orchestra Radu Voinescu (dirijor) (6, 12) Orchestra George Sîrbu (7, 8, 15, 16, 19, 20, 22) | Eurostar             | Înregistrare Electrecord: 1, 5-8, 12, 15-17, 19-22 Înregistrări Radio: 2-4, 9-11, 13, 14, 18 *** Piesele sunt scrise în ordinea redării de pe compact disc, nu de pe coperă *** |
| 2017 | ISM 016 Ștefania Rareș... de ieri... și de azi                | dublu comapct disc         | CD 1Ștefania Rareș de ieri:1 De la Dumbrăveni la vale 2 Somnu-i, mamă, ochilor 3 Trece-un car cu boi pe drum 4 De-ar fi cucul voinicel (Cântă cucul sus pe cracă) 5 Crenguță de maghiran (Mă rog lui taica de-un an) 6 Bată-l norocul, să-l bată 7 Badea care mi-i drăguț 8 Sunt fată din Câmpulung 9 Ionel, sprâncene negre (Trandafir, crenguță verde) 10 Așa-s fetele-n Moldova 11 Codrule, mândru fecior 12 Mărioară de la munte 13 Și-am să merg la Câmpulung 14 Mărita-m-aș toamna asta (Vreau să mă mărit!) 15 Văleu, bade 16 De ce nu vii? 17 Pe-un brâuț cusut cu flori (I, hai, hai, bade Niculai) 18 Colo jos, lângă brăduț 19 Măi Ioane, Ionaș (Hop și-așa!) 20 Mamă, șapte fete ai 21 Mândruliță de la munte 22 Joacă bine, bade, hăi! (Catrinuța) 23 Tare necăjită ai fost, mamă! 24 Grigoraș nu se zărește 25 Nu te prinde, bade-n joc 26 La izvoare sub colnic CD 2 Ștefania Rareș de azi:1 Norocel de toți știut 2 La noi nu-i nimenea bătrân 3 La casa din drumul mare 4 Lelea cu catrință 5 Ară badea sus pe coastă 6 Cât de bun îmi e bărbatul 7 Hai, bărbate, la prășit! (Geampara) 8 Mândră-i iarna-n Bucovina 9 Hora cea cu strigătură 10 Crâșmăriță, crâșmăriță 11 Am fost pasăre de munte 12 Hai la joc flăcăi și fete 13 Nu, mamă, nu! 14 Vino bade serile 15 Hai la horă, bade! 16 Zi-i cobzar din strună 17 Dacă-i chef, păi chef să fie! 18 Câte zile-n săptămână 19 Măi bădiță, măi Gheorghiță 20 Hora rădășenilor 21 Ca Mitruță, om mai rar 22 Bădișor câmpulungean 23 Eu sunt mama ochilor 24 Jurăminte, jurăminte | CD 1Ștefania Rareș de ieri:Orchestra George Sîrbu (1, 4-6, 9, 18, 24) Orchestra Radu Voinescu (dirijor) (2, 13, 21) Orchestra Florian Economu (7, 10) Orchestra de Muzică Populară Radio (3, 11, 12, 16, 17, 19, 23) Orchestra Nicu Stănescu (8, 14, 15, 26) Orchestra Ionel Budișteanu (20, 22) CD 2Ștefania Rareș de azi: Orchestra Paraschiv Oprea (1-4, 6, 8-11, 3, 15, 17, 19, 21-23) Orchestra Ștefan Bucur (5, 7, 12, 14, 16,18, 20, 24) | Ijac Music           | CD 1:Ștefania Rareș de ieri: Înregistrare Electrecord: 1, 2, 4-10, 13-15, 18, 20-22, 24-26 Înregistrări Radio: 3, 11, 12, 16, 17, 19, 23                                        |

1. ↑  „Discografie Ștefania Rareș”.
2. ↑  „Ștefania Rareș – Joacă-mă Bădiță Bine”.
3. ↑  Catalog Electrecord 1968, p. 179
4. 1 2 3 4 5 6 7  Catalog Electrecord 1968, pag.(176-216)
5. ↑  „Ștefania Rareș – Mândră-i Fata Moldoveancă”.